# 朱书泉
朱书泉（1922年—2009年11月21日），河北保定人，中华人民共和国政治人物，河南省政协原副主席，中国民主建国会中央委员会原常务委员、河南省委员会原主任委员，第七、八届全国人大代表。